# NGC 776
إن جي سي 776 (بالألمانية: NGC 776) التي يرمز لها بالرمز NGC 776، هي مجرة، في كوكبة الحمل (كوكبة).

## الاكتشاف
اكتشفت في 2 ديسمبر 1861، بواسطة Heinrich Louis d'Arrest.